# Muslikarlkunti, Lingsugur
Muslikarlkunti là một làng thuộc tehsil Lingsugur, huyện Raichur, bang Karnataka, Ấn Độ.